# Release Me (Eddie Miller)
"Release Me", soms ook uitgebracht als "Release Me (And Let Me Love Again)" is een nummer van de Amerikaanse singer-songwriter Eddie Miller. Het nummer werd in 1949 als single uitgebracht. In 1967 verscheen de meest succesvolle versie van het nummer, gezongen door Engelbert Humperdinck, als single.

## Achtergrond
"Release Me" werd in 1949 door Eddie Miller geschreven in samenwerking met Robert Yount. Destijds werkten zij ook samen met Dub Williams (pseudoniem van James Pebworth), die zij ook noteerden als co-schrijver van het nummer. William McCall, de eigenaar van platenmaatschappij 4 Star Records, zette normaal gesproken ook altijd zijn eigen pseudoniem "W.S. Stevenson" als co-schrijver bij de nummers die op zijn label uitkwamen, maar bij de originele uitgave uit 1949 heeft hij dit niet gedaan. In 1957 kregen Miller en Yount een nieuw contract bij 4 Star en werd "W.S. Stevenson" toegevoegd als co-schrijver, ter vervanging van Williams. In 1958 deed Yount afstand van zijn rechten op royalty's, alhoewel zijn naam bij meerdere covers toch als co-schrijver verschijnt.
"Release Me" werd in 1954 een countryhit in de versies van Jimmy Heap, Kitty Wells en Ray Price. Voor Price wordt het ook gezien als de single waarmee hij definitief doorbrak. Daarnaast werd het dat jaar ook opgenomen door Patti Page. In 1960 vormde een versie door Jivin' Gene Bourgeois & the Jokers de inspiratie voor de cover van Little Esther Phillips, die in 1962 de nummer 1-positie in de Amerikaanse r&b-lijsten en de achtste plaats in de Billboard Hot 100 behaalde met haar versie. In 1963 werd het opgenomen door The Everly Brothers, en in 1964 verscheen een versie in het Frans door Lucille Starr. In 1966 en 1967 kwamen er covers uit van respectievelijk Jerry Wallace en Dean Martin.
De bekendste versie van "Release Me" is uitgebracht door Engelbert Humperdinck. Begin 1967 viel een nog tamelijk onbekende Humperdinck in voor de zieke Dickie Valentine bij het televisieprogramma Sunday Night at the London Palladium, destijds een van de best bekeken programma's in het Verenigd Koninkrijk. In deze show zong hij zijn versie van "Release Me", waardoor hij veel aandacht kreeg. Het nummer werd uitgebracht als single en kwam op de eerste plaats in de Britse UK Singles Chart terecht. Opvallend genoeg hield hij hiermee de single "Penny Lane"/"Strawberry Fields Forever" van The Beatles van de nummer 1-positie, waardoor deze band voor het eerst sinds hun debuutsingle "Love Me Do" uit 1962 een single uitbracht die niet op nummer 1 kwam. Het werd ook een succes in andere landen: in Ierland en de voorloper van de Vlaamse Ultratop 50 kwam het ook op nummer 1, en in de Amerikaanse Billboard Hot 100 werd de vierde plaats bereikt. In Nederland kwam de single tot de tweede plaats in zowel de Top 40 als de Parool Top 20. In 1986 kwam een nieuwe versie, genaamd "Please Release Me (Let Me Go)", tot de vijftigste plaats in de Nederlandse Nationale Hitparade Top 100.
Andere versies van "Release Me" zijn uitgebracht door onder meer The Bonzo Dog Doo-Dah Band, Clifton Chenier, Floyd Cramer, Bobby Darin, Def Leppard (als Stumpus Maximus & The Good Ol' Boys), Lefty Frizzell, John Holt, Jerry Lee Lewis (solo en met Gillian Welch), Lyle Lovett met k.d. lang, Loretta Lynn met Conway Twitty, Madness, Charlie McCoy, Matt Monro, Patti Page, Dolly Parton, Johnny Paycheck, Elvis Presley en Billy Vaughn.

## Hitnoteringen

### Engelbert Humperdinck (1967)

#### Nederlandse Top 40
| Hitnotering: 11-02-1967 t/m 27-05-1967 | Hitnotering: 11-02-1967 t/m 27-05-1967 | Hitnotering: 11-02-1967 t/m 27-05-1967 | Hitnotering: 11-02-1967 t/m 27-05-1967 | Hitnotering: 11-02-1967 t/m 27-05-1967 | Hitnotering: 11-02-1967 t/m 27-05-1967 | Hitnotering: 11-02-1967 t/m 27-05-1967 | Hitnotering: 11-02-1967 t/m 27-05-1967 | Hitnotering: 11-02-1967 t/m 27-05-1967 | Hitnotering: 11-02-1967 t/m 27-05-1967 | Hitnotering: 11-02-1967 t/m 27-05-1967 | Hitnotering: 11-02-1967 t/m 27-05-1967 | Hitnotering: 11-02-1967 t/m 27-05-1967 | Hitnotering: 11-02-1967 t/m 27-05-1967 | Hitnotering: 11-02-1967 t/m 27-05-1967 | Hitnotering: 11-02-1967 t/m 27-05-1967 | Hitnotering: 11-02-1967 t/m 27-05-1967 | Hitnotering: 11-02-1967 t/m 27-05-1967 |
| Week                                   | 1                                      | 2                                      | 3                                      | 4                                      | 5                                      | 6                                      | 7                                      | 8                                      | 9                                      | 10                                     | 11                                     | 12                                     | 13                                     | 14                                     | 15                                     | 16                                     |                                        |
| -------------------------------------- | -------------------------------------- | -------------------------------------- | -------------------------------------- | -------------------------------------- | -------------------------------------- | -------------------------------------- | -------------------------------------- | -------------------------------------- | -------------------------------------- | -------------------------------------- | -------------------------------------- | -------------------------------------- | -------------------------------------- | -------------------------------------- | -------------------------------------- | -------------------------------------- | -------------------------------------- |
| Nummer                                 | 27                                     | 10                                     | 7                                      | 4                                      | 2                                      | 2                                      | 3                                      | 3                                      | 3                                      | 3                                      | 6                                      | 9                                      | 14                                     | 17                                     | 23                                     | 34                                     | uit                                    |

#### Parool Top 20
| Hitnotering: 18-02-1967 t/m 06-05-1967 | Hitnotering: 18-02-1967 t/m 06-05-1967 | Hitnotering: 18-02-1967 t/m 06-05-1967 | Hitnotering: 18-02-1967 t/m 06-05-1967 | Hitnotering: 18-02-1967 t/m 06-05-1967 | Hitnotering: 18-02-1967 t/m 06-05-1967 | Hitnotering: 18-02-1967 t/m 06-05-1967 | Hitnotering: 18-02-1967 t/m 06-05-1967 | Hitnotering: 18-02-1967 t/m 06-05-1967 | Hitnotering: 18-02-1967 t/m 06-05-1967 | Hitnotering: 18-02-1967 t/m 06-05-1967 | Hitnotering: 18-02-1967 t/m 06-05-1967 | Hitnotering: 18-02-1967 t/m 06-05-1967 | Hitnotering: 18-02-1967 t/m 06-05-1967 |
| Week                                   | 1                                      | 2                                      | 3                                      | 4                                      | 5                                      | 6                                      | 7                                      | 8                                      | 9                                      | 10                                     | 11                                     | 12                                     |                                        |
| -------------------------------------- | -------------------------------------- | -------------------------------------- | -------------------------------------- | -------------------------------------- | -------------------------------------- | -------------------------------------- | -------------------------------------- | -------------------------------------- | -------------------------------------- | -------------------------------------- | -------------------------------------- | -------------------------------------- | -------------------------------------- |
| Nummer                                 | 14                                     | 8                                      | 5                                      | 2                                      | 2                                      | 3                                      | 3                                      | 3                                      | 6                                      | 7                                      | 11                                     | 14                                     | uit                                    |

#### NPO Radio 2 Top 2000
| Nummer met noteringen in de NPO Radio 2 Top 2000 | '99  | '00 | '01  | '02  | '03  | '04  | '05  | '06  | '07  | '08  | '09 | '10  |
| ------------------------------------------------ | ---- | --- | ---- | ---- | ---- | ---- | ---- | ---- | ---- | ---- | --- | ---- |
| Release Me and Let Me Love Again                 | 1054 | -   | 1212 | 1988 | 1653 | 1424 | 1475 | 1316 | 1298 | 1398 | -   | 1891 |

1. ↑  Een '-' betekent dat het nummer niet was genoteerd en een vetgedrukt getal geeft de hoogste notering aan.
2. ↑  Deze tabel is bijgewerkt tot en met de laatste editie (2024).

#### Evergreen Top 1000
| Evergreen Top 1000 "Release Me" | Evergreen Top 1000 "Release Me" | Evergreen Top 1000 "Release Me" | Evergreen Top 1000 "Release Me" | Evergreen Top 1000 "Release Me" | Evergreen Top 1000 "Release Me" | Evergreen Top 1000 "Release Me" | Evergreen Top 1000 "Release Me" | Evergreen Top 1000 "Release Me" | Evergreen Top 1000 "Release Me" | Evergreen Top 1000 "Release Me" | Evergreen Top 1000 "Release Me" | Evergreen Top 1000 "Release Me" | Evergreen Top 1000 "Release Me" | Evergreen Top 1000 "Release Me" | Evergreen Top 1000 "Release Me" |
| Jaar                            | 2008                            | 2009                            | 2010                            | 2011                            | 2012                            | 2013                            | 2014                            | 2015                            | 2016                            | 2017                            | 2018                            | 2019                            | 2020                            | 2021                            | 2022                            |
| ------------------------------- | ------------------------------- | ------------------------------- | ------------------------------- | ------------------------------- | ------------------------------- | ------------------------------- | ------------------------------- | ------------------------------- | ------------------------------- | ------------------------------- | ------------------------------- | ------------------------------- | ------------------------------- | ------------------------------- | ------------------------------- |
| Positie                         | 108                             | 144                             | 330                             | 324                             | 329                             | 491                             | 199                             | 325                             | 359                             | 260                             | 375                             | 367                             | 534                             | 509                             | 414                             |

### Engelbert Humperdinck (1986)

#### Nederlandse Top 40
| Hitnotering: 21-02-1987 t/m 02-05-1987 | Hitnotering: 21-02-1987 t/m 02-05-1987 | Hitnotering: 21-02-1987 t/m 02-05-1987 | Hitnotering: 21-02-1987 t/m 02-05-1987 | Hitnotering: 21-02-1987 t/m 02-05-1987 | Hitnotering: 21-02-1987 t/m 02-05-1987 | Hitnotering: 21-02-1987 t/m 02-05-1987 | Hitnotering: 21-02-1987 t/m 02-05-1987 | Hitnotering: 21-02-1987 t/m 02-05-1987 | Hitnotering: 21-02-1987 t/m 02-05-1987 | Hitnotering: 21-02-1987 t/m 02-05-1987 | Hitnotering: 21-02-1987 t/m 02-05-1987 | Hitnotering: 21-02-1987 t/m 02-05-1987 |
| Week                                   | 1                                      | 2                                      | 3                                      | 4                                      | 5                                      | 6                                      | 7                                      | 8                                      | 9                                      | 10                                     | 11                                     |                                        |
| -------------------------------------- | -------------------------------------- | -------------------------------------- | -------------------------------------- | -------------------------------------- | -------------------------------------- | -------------------------------------- | -------------------------------------- | -------------------------------------- | -------------------------------------- | -------------------------------------- | -------------------------------------- | -------------------------------------- |
| Nummer                                 | 73                                     | 62                                     | 53                                     | 67                                     | 58                                     | 50                                     | 55                                     | 59                                     | 66                                     | 67                                     | 77                                     | uit                                    |